# Lijst van Berlijners
Deze lijst van Berlijners geeft een overzicht van bekende personen die in de Duitse hoofdstad Berlijn zijn geboren, met een artikel op de Nederlandstalige Wikipedia. 

## A
- Felix Abraham (1901-1937), seksuoloog en arts
- Max Ackermann (1887-1975), kunstschilder en lithograaf
- Haim Alexander (1915-2012), Israëlisch componist van Duitse afkomst
- Peter Alliss (1931-2020), Brits golfer en presentator
- Ariane Amsberg (1930-2016), Duits-Nederlands actrice, auteur en feministe
- Gisela Arendt (1918-1969), Duits zwemster
- Grethe Auer (1871-1940), Zwitsers-Oostenrijks schrijfster
- Frank Auerbach (1931-2024), Brits kunstschilder van Duits-Joodse afkomst

## B
- Sezer Badur (1984), Turks voetballer
- Adolf von Baeyer (1835-1917), scheikundige en Nobelprijswinnaar (1905)
- Michael Ballhaus (1935-2017), cameraman
- Hakan Balta (1983), Turks voetballer
- Blixa Bargeld (1959), muzikant gitarist, zanger, performancekunstenaar, componist, schrijver en acteur
- Maria Becker (1920-2012), Duits-Zwitsers actrice en toneelregisseur
- Peggy Beer (1969), atlete
- Rudolf Belling (1886-1972), beeldhouwer
- Walter Benjamin (1892-1940), Joods-Duits marxistisch cultuurfilosoof
- Ruth Bernhard (1905-2006), Amerikaans fotograaf
- Eva Bernoulli (1903-1995), actrice en logopediste
- Eduard Bernstein (1850-1932), politiek theoreticus en politicus
- Martina Bischof (1957), kanovaarster
- Henry Blanke (1890-1981), Amerikaanse filmproducent
- Grete Bloch (1892-1944), vriendin van Felice Bauer en correspondentievriendin van Franz Kafka
- Erwin Blumenfeld (1897-1969), modefotograaf
- Louise Dorothea Sophia van Brandenburg (1680-1705), prinses
- Truck Branss (1926-2005), regisseur
- Walther von Brauchitsch (1881-1948), veldmaarschalk
- Ellen Braumüller (1910-1991), atlete
- Jenifer Brening (1996), zangeres
- Marianne Breslauer (1909-2001), fotografe
- Anke Brockmann (1988), hockeyster
- John Anthony Brooks (1993), Amerikaans voetballer
- Günter de Bruyn (1926-2020), schrijver
- Horst Buchholz (1933-2003), acteur
- Klaus Bugdahl (1934-2023), wielrenner
- Karl von Bülow (1846-1921), Pruisisch generaal en maarschalk
- Antje Buschschulte (1978), zwemster

## C
- Jean Cabanis (1816-1906), ornitholoog
- Halet Çambel (1916-2014), Turks archeologe en schermster
- Colin Campbell (1931-2022), Ierse geoloog
- Ernst Boris Chain (1906-1979), Joods-Duits-Brits biochemicus en Nobelprijswinnaar (1945)
- Charlotte Charlaque (1892-1963), Amerikaans-Duits-Joodse transvrouw, vertaalster en artieste
- Roger Cicero (1970-2016), jazzzanger
- Paul Citroen (1896-1983), Nederlands kunstenaar en kunstleraar
- Elsa Conrad (1887-1963), Duitse nachtclubeigenaresse
- Lennart Czyborra (1999), voetballer

## D
- Max Delbrück (1906-1981), Duits-Amerikaans biofysicus en Nobelprijswinnaar (1969)
- Gunter Demnig (1947), beeldend kunstenaar (actie Stolpersteine)
- Drafi Deutscher (1946-2006), zanger, componist en muziekproducent
- Eberhard Diepgen (1941), burgemeester van West-Berlijn (1984-1989) en Berlijn (1991-2001)
- Marlene Dietrich (1901-1992), Duits-Amerikaans actrice en zangeres
- Jacob Dilßner (1987), dj/producer
- Klaus Doldinger (1936), saxofonist en componist
- Dora Doll (1922-2015), Frans actrice
- Karl Dönitz (1891-1980), admiraal en laatste staatshoofd van nazi-Duitsland
- Thomas Dörflein (1963-2008), dierenverzorger
- Wilhelm I van Duitsland (1797-1888), keizer van het Duitse Keizerrijk
- Otto Dumke (1887-1913), voetballer
- Frank Duval (1940), componist en zanger

## E
- Toni Ebel (1881-1961) Duitse transvrouw en kunstenaar
- Harry Edward (1898-1973), Brits atleet
- Nils Ehlers (1994), beachvolleyballer
- Kurt Eisner (1867-1919), politicus
- Harry Elstrøm (1906-1993) was beeldhouwer, medailleur, tekenaar, schilder en docent
- Selli Engler (1899-1972) Duitse activiste en schrijfster

## F
- Paul Fentz (1992), kunstschaatser
- Joachim Fest (1926-2006), journalist en historicus
- Dietrich Fischer-Dieskau (1925-2012), baritonzanger
- Werner Forssmann (1904-1979), arts en Nobelprijswinnaar (1956)
- Peter Fox (1971), zanger
- Julia Franck (1970), schrijfster
- Lucian Freud (1922-2011), Engels schilder
- Margot Friedländer (1921-2025), Holocaustoverlevende
- Friedrich Fromm (1888-1945), generaal
- Wilhelm Furtwängler (1886-1954), dirigent

## G
- Götz George (1938-2016), acteur
- Kurt Gerron (1897-1944), acteur, filmregisseur
- Marius Gersbeck (1995), voetballer
- Nadja Glenzke (1995), beachvolleyballer
- Alexander Goehr (1932-2024), Brits componist en muziekpedagoog
- Hanneli Goslar (1928-2022), verpleegkundige en vriendin van Anne Frank
- Manuel Göttsching (1952-2022), muzikant
- Walter Gropius (1883-1969), Duits-Amerikaans architect
- Volkmar Groß (1948-2014), voetbaldoelman
- George Grosz (1893-1959), kunstschilder
- Gregor Gysi (1948), politicus

## H
- Sebastian Haffner (1907-1999), publicist en jurist
- Nina Hagen (1955), punkzangeres
- Wolfgang Haken (1928-2022), wiskundige
- Veit Harlan (1899-1964), filmregisseur
- Thomas Häßler (1966), voetballer en voetbaltrainer
- Heinrich Eduard Heine (1821-1881), wiskundige
- Walter Heitz (1878-1944), generaal
- Rüdiger Henning (1943-2024), roeier
- Ernst Herter (1846-1917), beeldhouwer en medailleur
- Stéphane Hessel (1917-2013), Frans diplomaat, schrijver en voormalig strijder van het Franse verzet
- Karl van Hessen (1937-2022), aristocraat
- Paul Heyse (1830-1914), schrijver, essayist en Nobelprijswinnaar (1910)
- Margot Hielscher (1919-2017), zangeres en filmactrice
- Egbert Hirschfelder (1942-2022), roeier
- André Höhne (1978), snelwandelaar
- Ingrid van Houten-Groeneveld (1921-2015), Nederlands astronome
- Alexander von Humboldt (1769-1859), natuurvorser en ontdekkingsreiziger
- Ingeborg Hunzinger (1915-2009), (Oost-Duits) beeldhouwster

## J
- Julia Jentsch (1978), actrice
- Gottfried John (1942-2014), acteur

## K
- Fritz Kahlenberg (1916-1996), fotograaf en verzetsstrijder
- Roland Kaiser (1952), zanger
- Aydın Karabulut (1988), Turks-Duits voetballer
- Ümit Karan (1976), Turks voetballer
- Hans Hermann von Katte (1704-1730), Pruisisch luitenant
- Gerd Katter (1910-1995) transman en activist
- Friedrich-Wilhelm Kiel (1934-2022), politicus
- Kerstin Kielgaß (1969), zwemster
- Inge King (1918-2016), Australisch beeldhouwster
- Nastassja Kinski (1961), actrice
- Ralph Klein (1931-2008), Hongaars-Israëlisch basketbalspeler en -trainer
- Martin Kobylański (1994), voetballer
- Johanna von Kóczián-Miskolczy (1933-2024), actrice, zangeres, schrijfster en stemactrice
- Reinhard Kolldehoff (1914-1995), acteur
- Gertrud Kolmar (1894-1943), dichteres van Joodse komaf
- Henry Koster (1905-1988), Amerikaans filmregisseur van Duitse afkomst
- Leberecht von Kotze (1850-1920), kamenier van de keizer
- Hardy Krüger (1928-2022), acteur
- Olaf Kübler (1937-2024), jazzsaxofonist

## L
- Günter Lamprecht (1930-2022), acteur
- Paul Landers (1964), gitarist van Rammstein
- Georg Lassen (1915-2012), onderzeebootkapitein tijdens de Tweede Wereldoorlog
- Dennis Lemke (1989), voetballer
- Hans Lenk (1935-2024), roeier
- Paul Lincke (1866-1946), componist, theaterkapelmeester en muziekuitgever
- Kurt Löb (1926-2015), kunstenaar
- Frederick Loewe (1901-1988), componist
- Christian Lorenz (1966), toetsenist van Rammstein
- Albert Lortzing (1801-1851), componist, toneelspeler en zanger
- Bob Löwenstein (1928-2018), Nederlands regisseur en acteur
- Ernst Lubitsch (1892-1947), Amerikaans filmregisseur van Duitse afkomst
- Bernd Lucke (1962), politicus en econoom
- Christa Ludwig (1928-2021), operazangeres en zangpedagoge
- Monika Lundi (1942-2025), actrice
- Hans Luther (1879-1962), politicus

## M

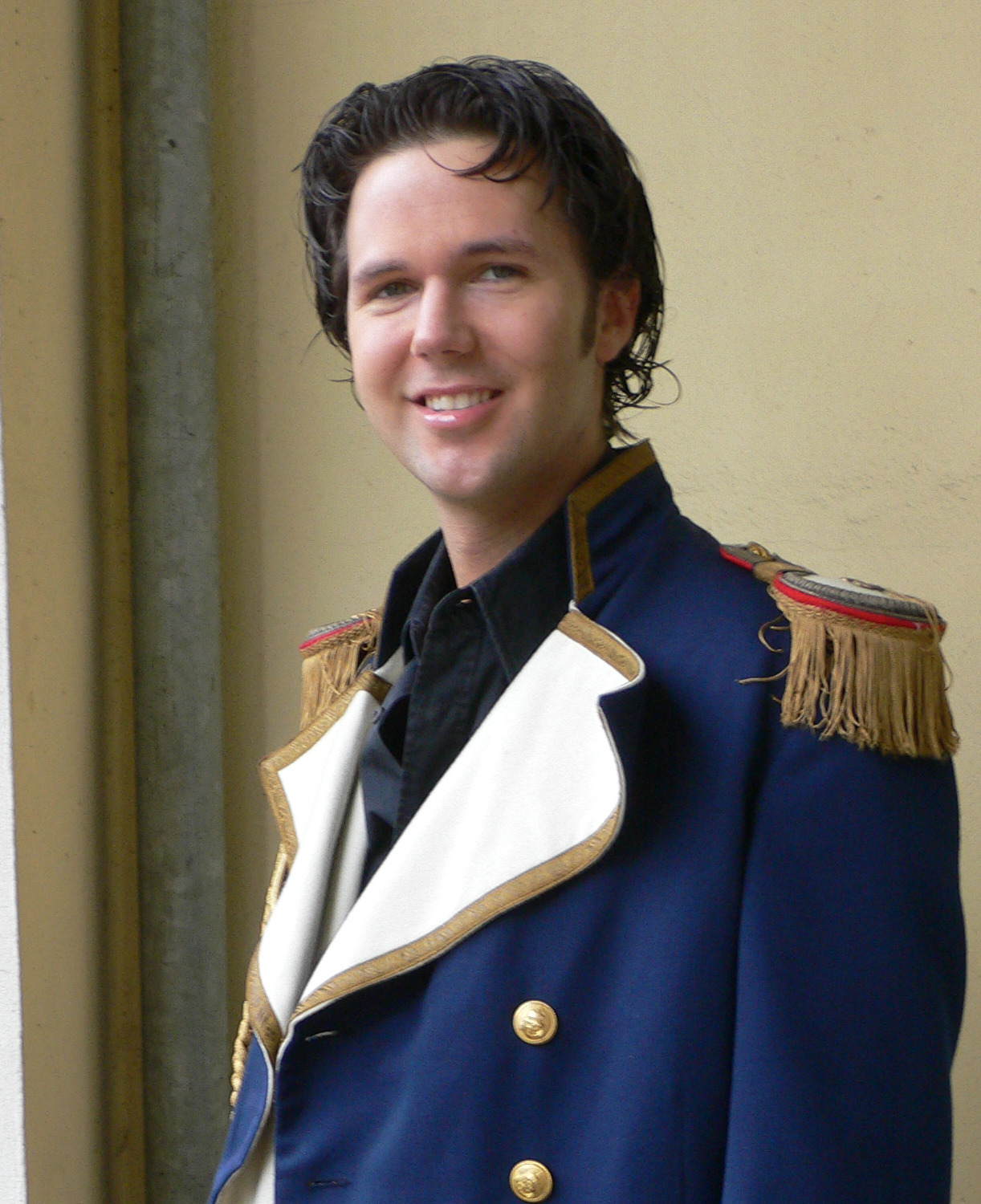
Alexander Marcus

- Johann Heinrich von Mädler (1794-1874), astronoom
- Kurt Maetzig (1911-2012), filmregisseur
- Dieter Mann (1941-2022), acteur, regisseur, universiteitsprofessor en radiopersoonlijkheid
- Erich von Manstein (1887-1973), veldmaarschalk
- Maria Marc (1876-1955), kunstenares
- Gerhard Marcks (1889-1981), beeldhouwer
- Alexander Marcus (1972), zanger
- Herbert Marcuse (1898-1979), Duits-Amerikaans filosoof en socioloog
- Monika Maron (1941), schrijfster
- Max Marschalk (1863-1940), componist, muziekpedagoog, muziekcriticus en muziekuitgever
- Kay Matysik (1980), beachvolleyballer
- Ibrahim Maza (2005), Algerijns-Duits voetballer
- David McAllister (1971), politicus
- Kurt Melcher (1881-1970), politiebeambte, jurist en hoofdcommissaris van Berlijn
- Karl-Heinz Mendelson (1926), componist, arrangeur en dirigent
- Jenny Mensing (1986), zwemster
- Reinhard Mey (1942), zanger
- Erich Mielke (1907-2000), Oost-Duits politicus
- Ray Miller, geboren Rainer Müller (1941), zanger
- Maximilian Mittelstädt (1997), voetballer
- Dominic Monaghan (1976), acteur
- Alfredo Morales (1990), Amerikaans-Duits voetballer
- Erich Mühsam (1878-1934), schrijver en anarchist
- Hany Mukhtar (1995), voetballer
- Michael Müller (1964), burgemeester van Berlijn (2014-2021)
- Gabriele Münter (1877-1962), expressionistische schilder (Der Blaue Reiter) en grafisch kunstenares (zie ook Kandinsky)

## N
- Meshell Ndegeocello (1968), Amerikaanse zangeres, singer-songwriter, rapper en bassist
- Frederik der Nederlanden (1797-1881), prins van Oranje-Nassau
- Luca Netz (2003), voetballer
- Sebastian Neumann (1991), voetballer
- Mike Nichols (1931-2014), Amerikaans filmregisseur
- Jörg Nimmergut (1939-2024), publicist en conservator

## O
- Luci van Org (1971), presentatrice, toneelspeelster, schrijfster en zangeres
- Alice Orlowski (1903-1976), SS'er en kampbewaakster

## P
- Peter Simon Pallas (1741-1811), Pruisisch natuuronderzoeker, zoöloog, botanicus, geoloog en ontdekkingsreiziger
- Rita Paul (1928-2021), zangeres, actrice en cabaretière
- Dora Paulsen (1898-1970), Nederlands operettezangeres, actrice en cabaretière
- Claudia Pechstein (1972), schaatsster
- Joachim Peiper (1915-1976), officier der waffen-SS
- Johann Christoph Pepusch (1667-1752), componist, muziekleraar en muziekwetenschapper
- Maximilian Philipp (1994), voetballer
- Martin Pieckenhagen (1971), voetballer
- Ricardo Pietreczko (1994), darter
- Ulrich Plenzdorf (1934-2007), (scenario- en toneel)schrijver
- John Polanyi (1929), Hongaars-Canadees scheikundige en Nobelprijswinnaar (1986)
- André Previn (1929-2019), componist, pianist en dirigent
- Jürgen Prochnow (1941), acteur
- Roman Prokoph (1985), voetballer
- Frederik II van Pruisen (1712-1786), koning van Pruisen (1772-1786)
- Frederik Willem I van Pruisen (1688-1740), koning van Pruisen (1713-1740)
- Frederik Willem II van Pruisen (1744-1797), koning van Pruisen (1786-1797)

## R
- Günter Raphael (1903-1960), componist
- Walther Rathenau (1867-1922), politicus
- Richard Rau (1889-1945), atleet
- Graaf Wilhelm Friedrich von Redern (1802-1883), kolonel-penningmeester, generaal-intendant voor toneel en muziek, componist, rechtsgeleerde en politicus
- Yanni Regäsel (1996), voetballer
- Käthe Reichel (1926-2012), actrice
- Aribert Reimann (1936-2024), componist, pianist en muziekwetenschapper
- Hannelore Raepke (1935), atlete
- Tabea Reulecke (1981), edelsmid en sieradenontwerper
- Erich Fritz Reuter (1911-1997), beeldhouwer
- Horst-Eberhard Richter (1923-2011), psychoanalyticus, psychosomaticus en sociaalfilosoof
- Leni Riefenstahl (1902-2003), cineaste en fotografe
- Ruth Roellig (1878-1969), schrijfster
- Marianne Rosenberg (1955), zangeres
- Karl Wilhelm Rosenmund (1884-1965), chemicus
- Gerda Rubinstein (1931-2022), Nederlands beeldhouwster
- Renate Rubinstein (1929-1990), Nederlands schrijfster, journaliste en schrijfster

## S
- Andrew Sachs (1930-2016), Brits acteur en komiek
- Nelly Sachs (1891-1970), schrijfster en Nobelprijswinnares (1966)
- Charlotte Salomon (1917-1943), Joods-Duits schilderes
- Lazar Samardžić (2002), voetballer
- Daniela Samulski (1984-2018), zwemster
- Alexander Schalck-Golodkowski (1932-2015), Oost-Duits politicus
- Tom Schilling (1982), acteur
- Rolf Schimpf (1924-2025), acteur Der Alte
- Baldur von Schirach (1907-1974), nazipoliticus (leider van de Hitlerjugend)
- Alfred von Schlieffen (1833-1913), generaal
- Elli Schmidt (1908-1980), Oost-Duits politica
- Manuel Schmiedebach (1988), voetballer
- Christoph Schneider (1966), drummer van Rammstein
- Felice Schragenheim (1922-1945), Duits-Joodse verzetsstrijdster
- Hannelore Schroth (1922-1987), actrice
- Nico Schulz (1993), voetballer
- Klaus Schulze (1947-2022), componist en uitvoerend musicus
- Alfred Schwarz (1867-1951), kunstschilder
- François Seydoux de Clausonne (1905-1981), Frans diplomaat
- Théophile Seyrig (1843-1923), Belgisch ingenieur van Duitse afkomst
- Caroline Siems (1999), voetbalster
- Sven Sonnenberg (1999), voetballer
- Michael Sowa (1945), kunstenaar, schrijver en illustrator
- Albert Speer jr. (1934-2017), planoloog en architect (zoon van Albert Speer)
- Ingrid Steeger (1947-2023), actrice, zangeres, sekssymbool
- Arno Steffenhagen (1949), voetballer
- Peter Stein (1927-2022), Nederlands jurist
- Peter Stein (1937), regisseur
- Willi Stoph (1914-1999), Oost-Duits politicus (voorzitter van de ministerraad 1964-1973 en 1976-1989, voorzitter van de staatsraad 1973-1976)
- Gustav Stresemann (1878-1929), rijkskanselier (1923) en Nobelprijswinnaar (1926)

## T
- Adel Tawil (1978), zanger, songwriter en producer
- Frank Terletzki (1950), voetballer
- Christian Thielemann (1959), dirigent
- Ludwig Tieck (1773-1853), schrijver
- Vera Tschechowa (1940-2024), actrice, regisseur en producent
- Tom Trybull (1993), voetballer
- Kurt Tucholsky (1890-1935), schrijver, columnist en journalist

## U
- Farin Urlaub (1963), zanger van Die Ärzte

## V
- Michael Verhoeven (1938-2024), filmregisseur en scenarioschrijver
- Klaus Voormann (1938), rockmuzikant

## W
- Herwarth Walden (1878-1941), kunst- en literatuurcriticus, toneelschrijver, dichter, uitgever, musicus en componist
- Bruno Walter (1876-1962), dirigent, pianist en componist
- Alfred Wegener (1880-1930), meteoroloog en aardwetenschapper
- Kai Wegner (1972), burgemeester van Berlijn (sinds 2023)
- Rainer Weiss (1932), Amerikaans natuurkundige en Nobelprijswinnaar (2017)
- Gerhard Wendland (1921-1996), schlagerzanger
- Anne Wiazemsky (1947-2017), Frans schrijfster, actrice en documentarist
- Karl Wiedergott (1969), (stem)acteur
- Carl Ludwig Willdenow (1765-1812), botanicus
- Adolf Windaus (1876-1959), scheikundige en Nobelprijswinnaar (1928)
- Otto Winzer (1902-1975), Oost-Duits politicus
- Georg Wittig (1897-1987), chemicus en Nobelprijswinnaar (1979)
- Jenny Wolf (1979), langebaanschaatsster
- Ralf Wolter (1926-2022), acteur
- Klaus Wowereit (1953), burgemeester van Berlijn (2001-2014)
- Dana Wynter (1931-2011), Brits-Duits actrice

## Z
- Erik Zabel (1970), wielrenner
- Rosel Zech (1942-2011), actrice
- Gedion Zelalem (1997), voetballer
- Gabriele Zimmer (1955), politicus
- Willi Zincke (1886-1957), voetballer
- Konrad Zuse (1910-1995), computerpionier
- Felix Zwayer (1981), voetbalscheidsrechter